# Catedral de San Patricio y San José (Auckland)
La Catedral de San Patricio y San José (en inglés: Cathedral of St Patrick and St Joseph; generalmente conocida como la Catedral de San Patricio) es la catedral católica de la diócesis de Auckland en Nueva Zelanda.
Está en el sitio original otorgado por la Corona a Jean Baptiste Pompallier, el primer obispo, el 1 de junio de 1841. Se creó para atender a los 300 o 400 católicos, en su mayoría irlandeses, en Auckland en 1840, empezó como una capilla de madera, con una casa del clero y un salón de la escuela, se inauguró y bendijo el 29 de enero de 1843. 
El edificio fue transformado de una estructura modesta a un edificio grande e impresionante acorde con su condición de catedral católica de Auckland. El 23 de febrero de 1908, el edificio recientemente reconstruido (la actual Catedral de San Patricio) fue inaugurado por el cardenal Moran, el Arzobispo de Sídney.